# Оріол Жункерас
Оріол Жункерас і Вієс (кат. Oriol Junqueras i Vies; нар. 11 квітня 1969, Барселона, Каталонія) — каталонський політик та історик, прихильник незалежності Каталонії, член руху «Суверенітет та прогрес». Був віце-президент уряду Каталонії з 14 січня 2016 до 27 жовтня 2017 року (повноваження припинені іспанським урядом, відповідно до статті 155 Конституції Іспанії), мером Сан-Бісенс-далс-Орс (2011-2015), членом парламенту Каталонії з 2012 року, міністром економіки та фінансів Уряду Каталонії та очільником партії «Республіканська лівиця Каталонії» з 2011 року. Був очільником опозиції Каталонії у 2013-2016 роках.
З листопада 2017 року Оріол Жункерас перебуває в іспанській в'язниці, у зв'язку з рішенням Національної судової палати Іспанії про попереднє ув'язнення щодо восьми колишніх членів каталонського уряду. У січні 2018 року Верховний Суд Іспанії залишив Оріола Жункераса в ув'язненні.

## Життєпис
Оріол Жункерас народився на вулиці Карре де Кабрера, у районі Барселони Сан-Андреу-дель-Паломар. Коли йому виповнилось два роки, сім'я переїхала до міста Сан-Бісенс-далс-Орс. Його батько був професором університету а мати — медсестрою. 

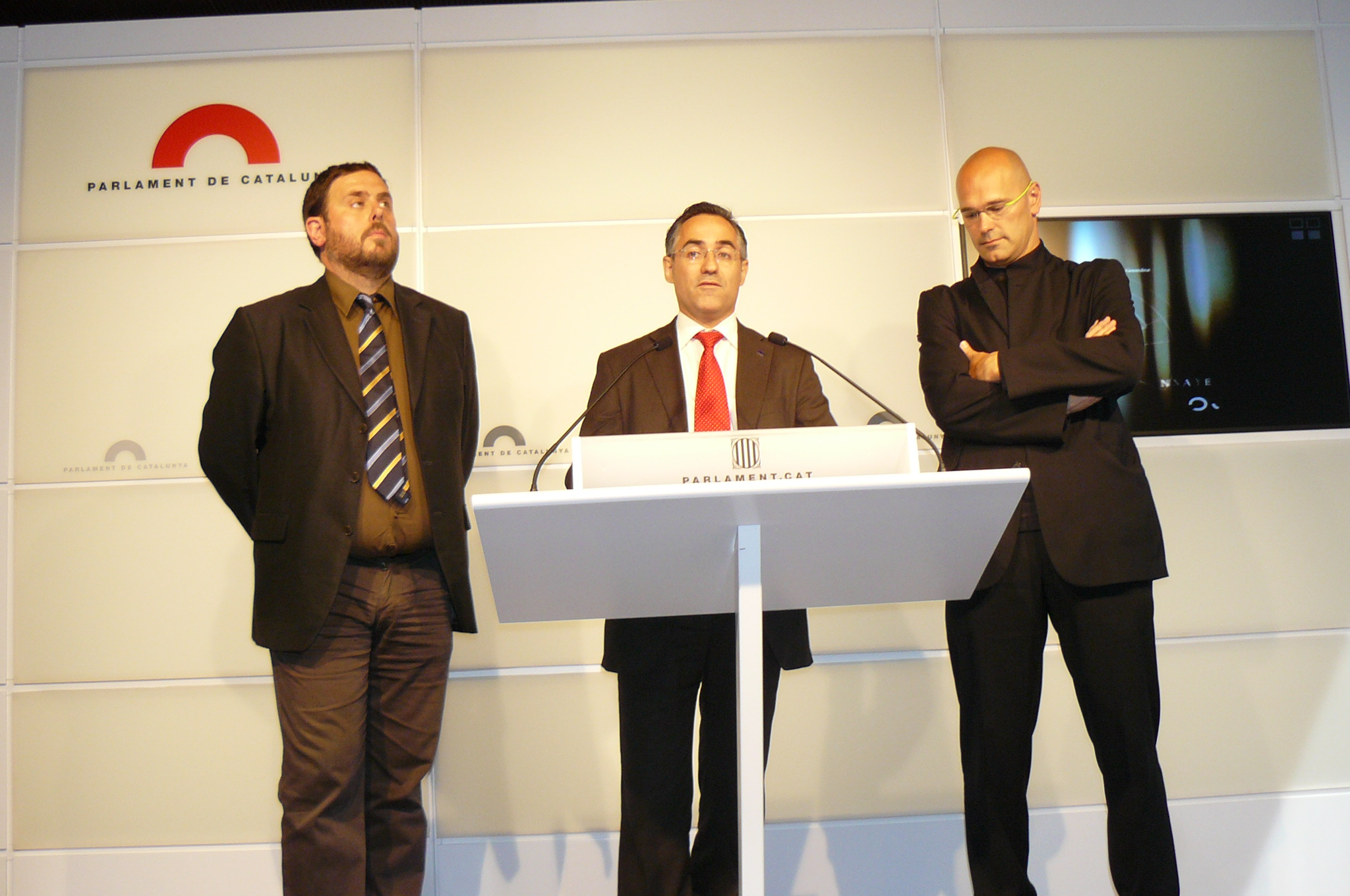
Оріол Жункерас мер Сан-Бісенс-далс-Орс. 2011 рік

Деякий час із сім'єю мешкав у Кастельбель-і-ал-Біла.
Навчався на економічному факультеті Барселонського університету. В університеті вступив у Національну федерацію студентів Каталонії, у якій був секретарем фінансів. 
У 1996 році Оріол Жункерас перейшов на історичний факультет Барселонського автономного університету, який  закінчив з докторським ступенем в області історії економічної думки. Його докторська дисертація називалася «Економіка та економічна думка на початковому етапі історії сучасної Каталонії», в якій він також проаналізував народження сучасної економічної думки в західному Середземномор'ї, провівши паралелі з відповідними процесами в іспанській та англійській історії перших десятиліть сімнадцятого століття. 
Працював асистентом викладача кафедри сучасної та новітньої історії Барселонського автономного університету. Деякий час він досліджував документи у архіві Ватикану. 
У 2009 року був обраний депутатом Європейського парламенту, де приєднується до парламентської групи «Зелені — Європейський вільний альянс». Під час свого перебування на посаді депутата Європарламенту він утворив каталонську групу з Рамоном Тремозою та Раулем Римве.
11 червня 2011 року Оріол Жункерас був обраний мером міста Сан-Бісенс-далс-Орс. 17 вересня того ж року був обраний головою «Республіканська лівиця Каталонії».

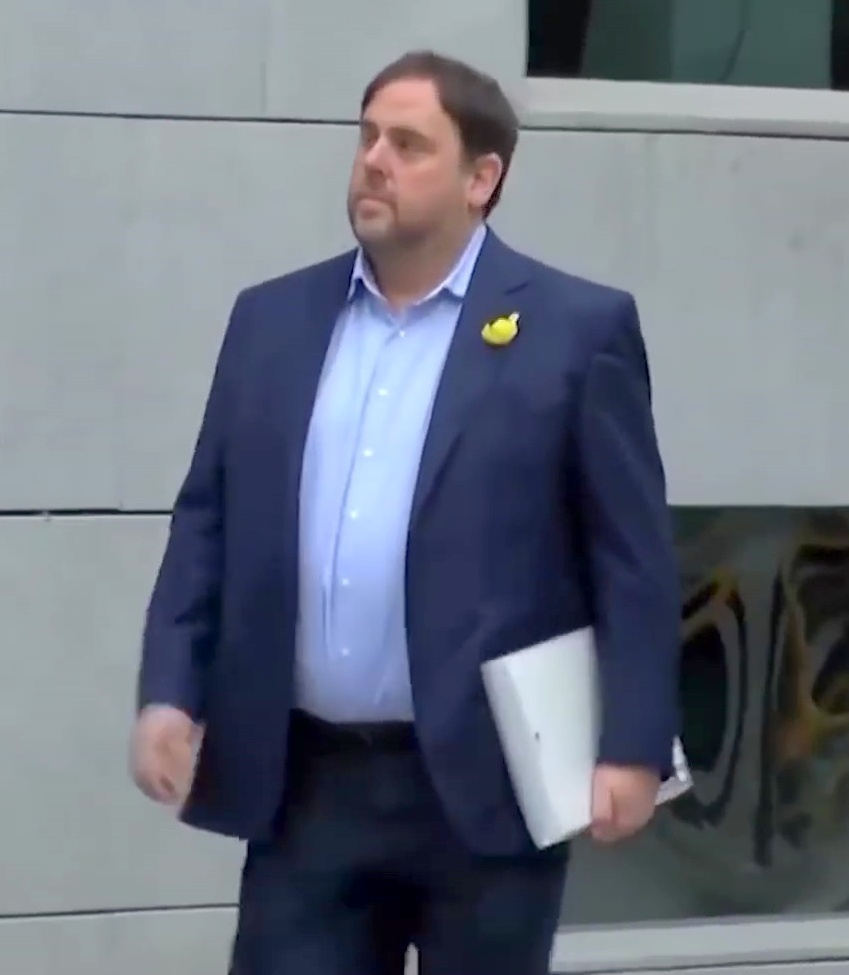
Оріол Жункерас 2 листопада 2017 року

Під час парламентських виборів у Каталонії 2012 року партія Жункераса стала другою, набравши за підсумками голосування 13,68% голосів. Восени 2014 року Жункерас публічно заявив, що є прихильником однобічного проголошення незалежності Каталонії від Іспанії.
Оріол Жункерас подав у відставку з посади мера міста Сан-Бісенс-далс-Орс 23 грудня 2015 року, для того, щоб зосередитись на боротьбі за незалежність Каталонії.
13 січня 2016 року Оріол Жункерас був призначений віце-прем'єр та міністром економіки та фінансів в Уряді Карлеса Пучдемона. Після прийняття Декларації про незалежність Каталонії 10 жовтня 2017 року, 27 жовтня іспанський парламент, враховуючи невиконання Женералітатом вимог центральної влади, активував статтю 155 Конституції, яка регламентує введення прямого управління автономною областю. Відповідно до неї все керівництво Каталонії відстороняється від влади, а його повноваження буде здійснювати представник, призначений Мадридом, після чого в регіоні повинні пройти дострокові парламентські вибори.
З 2 листопада 2017 року Оріол Жункерас перебуває в іспанській в'язниці. У січні 2018 року Верховний Суд Іспанії залишив Оріола Жункераса в ув'язненні, мотивуючи це тим,  що існує ризик, що лідер каталонських сепаратистів Жункерас може знову вчинити «злочин» після звільнення, оскільки немає ознак, що він відмовився «від шляху, яким ішов дотепер».
10 липня 2018 року Суддя Верховного суду Іспанії Пабло Льярена ухвалив рішення заборонити займати державні посади екс-очільнику уряду Каталонії Карлесу Пучдемону та ще п'яти політикам, серед яких Оріол Жункерас.

## Особисте життя
Оріол Жункерас одружився в 2013 році з Неус Бремоною. У подружжя є двоє дітей: син Льюк та дочка Джоана. 

## Доробок
- Els catalans i Cuba, (La Mirada, 1998) ISBN 9788482563985
- La batalla de l'Ebre. Història, paisatge, patrimoni . Amb Joan Carles Luque Silvestre (Pòrtic, 1999) ISBN 9788473065740
- La presó Model de Barcelona, 2000.
- Manel Girona, el banc de Barcelona i el canal d'Urgell. Pagesos i burgesos en l'articulació del territori, (Pagès editors, 2003) ISBN 84-9779-063-4
- Guerres dels catalans, De les conquestes de Jaume I a la batalla de l'ebre, (Editorial Mina, 2003.) ISBN 9788496499218
- Guerra, economia i política a la Catalunya de l'alta edat moderna, 2005.
- Economia i pensament econòmic a la Catalunya de l'alta edat moderna (1520-1630) (UAB, 2006) ISBN 978-84-490-2458-0
- Camí de Sicília. L'expansió Mediterrània de Catalunya. (Cossetània, 2008) ISBN 978-84-9791-353-9
- Les proclames de sobirania de Catalunya (1640-1939), amb Adrià Cases i Albert Botran i Pahissa (Farell editors, 2009) ISBN 978-8495695963